# 1746

## Геополітична ситуація
Османську імперію очолює Махмуд I (до 1754). Під владою османського султана перебувають Близький Схід та Єгипет, Середземноморське узбережжя Північної Африки, частина Закавказзя, значні території в Європі: Греція, Болгарія і Сербія. Васалами османів є Волощина та Молдова.
Священна Римська імперія охоплює, крім німецьких земель, Угорщину з Хорватією, Трансильванію, Богемію, Північну Італію, Австрійські Нідерланди. Її імператор — Франца I (до 1765). Марія-Терезія має титул королеви Угорщини. Король Пруссії є Фрідріх II (до 1786).
На передові позиції в Європі вийшла Франція, якою править Людовик XV (до 1774). Франція має колонії в Північній Америці та Індії. В Іспанії короля Філіпа V змінив Фернандо VI (до 1759). Королівству Іспанія належать південь Італії, Нова Іспанія, Нова Гранада та Віцекоролівство Перу в Америці, Філіппіни. Королем Португалії є Жуан V (до 1750). Португалія має володіння в Бразилії, в Африці, в Індії, в Індійському океані й Індонезії.
Північ Нідерландів займає Республіка Об'єднаних провінцій. Вона має колонії в Північній Америці, Індонезії, на Формозі та на Цейлоні. Великою Британією править Георг II (до 1760). Британія має колонії в Північній Америці, на Карибах та в Індії. Король Данії та Норвегії — Фредерік V (до 1766), на шведському троні сидить Фредерік I (до 1751). На Апеннінському півострові незалежні Венеціанська республіка та Папська область. У Речі Посполитій королює Август III Фрідріх (до 1763). На троні Російської імперії сидить Єлизавета Петрівна (до 1761).
Україну розділено по Дніпру між Річчю Посполитою та Російською імперією. Управління Лівобережною Україною здійснює Правління гетьманського уряду. Нова Січ є пристановищем козаків. Існує Кримське ханство, якому підвладна Ногайська орда.
В Ірані при владі династія Афшаридів.
Значними державами Індостану є Імперія Великих Моголів, Імперія Маратха. В Китаї править Династія Цін. У Японії триває період Едо.

## Події

### В Україні
- Глухівський період в історії Гетьманщини
- У Києві збудовано браму Заборовського.
- Сенатським указом ліквідовано Яланецьку паланку.
- Засновано місто Вилкове Одеської області України.

### У світі
- Перша наукова революція
- Війна за австрійську спадщину:
  - 19 лютого французький маршал Моріц Саксонський окупував Брюссель.
  - 16 червня австрійці здобули перемогу біля П'яченци.
  - 11 жовтня французи виграли битву при Рокурі й захопили Льєж.
  - 5 грудня спалахнуло повстання в Генуї проти австрійської окупації.
  - Почалася перша Карнатікська війна між англійцями та французами в Індії.
- Якобітське повстання у Великій Британії закінчилося 16 квітня битвою при Каллодені.
- 9 липня помер король Іспанії Філіп V. Новим королем став його старший син Фердинанд VI.
- 6 серпня почалося правління Фредеріка V в Данії. Він змінив на троні свого батька Кристіана VI.
- 28 жовтня землетрус спричинив значні руйнації у перуанських містах Лімі та Кальяо.

### Наука та культура
- Джон Робак винайшов спосіб виробництва сірчаної кислоти у свинцевому контейнері.
- Андреас Сигізмунд Маргграф описав цинк як окремий метал.
- Ева Екеблад відкрила спосіб отримання борошна й алкоголю з картоплі.
- Жан Лерон д'Аламбер створив теорію комплексних чисел.
- П'єр Луї Мопертюї сформулював принцип Мопертюї.
- П'єр Бугер опублікував трактат з корабельної архітектури, в якому показав важливість метацентричної висоти для стійкості суден.
- Семюел Джонсон підписав контракт на написання словника англійської мови.
- Побудовано Озерний палац в Удайпурі.
- Шарль Батте запровадив термін вишукані мистецтва.
- У місті Принстаун засновано коледж Нью-Джерсі (Принстонський університет).

## Народились
див. також Категорія:Народились 1746
- 12 січня — Йоганн Генріх Песталоцці, швейцарський педагог-новатор
- 4 лютого — Тадеуш Костюшко, польський революціонер
- 30 березня — Франсіско-Хосе де Гойя, іспанський живописець і гравер.
- 10 травня — Гаспар Монж, французький математик, основоположник нарисної геометрії.
- 16 липня — Джузеппе Піацці, італійський астроном

## Померли
Дивись також Категорія:Померли 1746
- 14 червня — Колін Маклорен, шотландський математик